# Фелина (Ређо Емилија)
Фелина (итал. Felina) је насеље у Италији у округу Ређо Емилија, региону Емилија-Ромања.
Према процени из 2011. у насељу је живело 1478 становника. Насеље се налази на надморској висини од 670 м.